# Frasers kortpootlijster
De Frasers kortpootlijster (Stizorhina fraseri) is een zangvogel uit de familie Turdidae (lijsters).

## Verspreiding en leefgebied
Deze soort telt 3 ondersoorten:
- S. f. fraseri: Bioko.
- S. f. rubicunda: van zuidoostelijk Nigeria tot noordelijk Congo-Kinshasa, noordwestelijk Zambia en Angola.
- S. f. vulpina: zuidelijk Soedan, noordoostelijk Congo-Kinshasa en Oeganda.